# 양양군 (선거구)
양양군은 대한민국의 옛 국회의원 선거구이다. 당시 강원도 양양군 지역을 관할했다.

## 역사
1954년 11월, 수복지구의 행정권이 회복되면서 양양군 지역의 행정권이 회복되었다. 이에 제4대 국회의원 선거를 앞두고 양양군 전 지역을 관할하는 선거구로 신설되었다.
1963년 1월, 양양군 속초읍이 속초시로 승격되었다. 제6대 국회의원 선거를 앞두고 속초시, 고성군과 함께 속초시·양양군·고성군 선거구를 이루게 되면서 폐지되었다.

## 역대 국회의원
| 선거   | 정당 | 정당   | 의원   |
| ------ | ---- | ------ | ------ |
| 1958년 |      | 자유당 | 이동근 |
| 1960년 |      | 민주당 | 함종빈 |

## 역대 선거 결과

### 대한민국 제4대 국회의원 선거
|  | 29.65% |

|  | 22.30% |

|  | 11.76% |

|  | 10.42% |

|  | 10.39% |

|  | 7.65% |

|  | 3.24% |

|  | 2.86% |

|  | 1.68% |

### 대한민국 제5대 국회의원 선거
|  | 29.93% |

|  | 14.08% |

|  | 13.26% |

|  | 10.07% |

|  | 8.91% |

|  | 5.92% |

|  | 5.54% |

|  | 5.28% |

|  | 2.42% |

|  | 1.63% |

|  | 1.53% |

|  | 1.37% |